# 레드불 레이싱 RB19

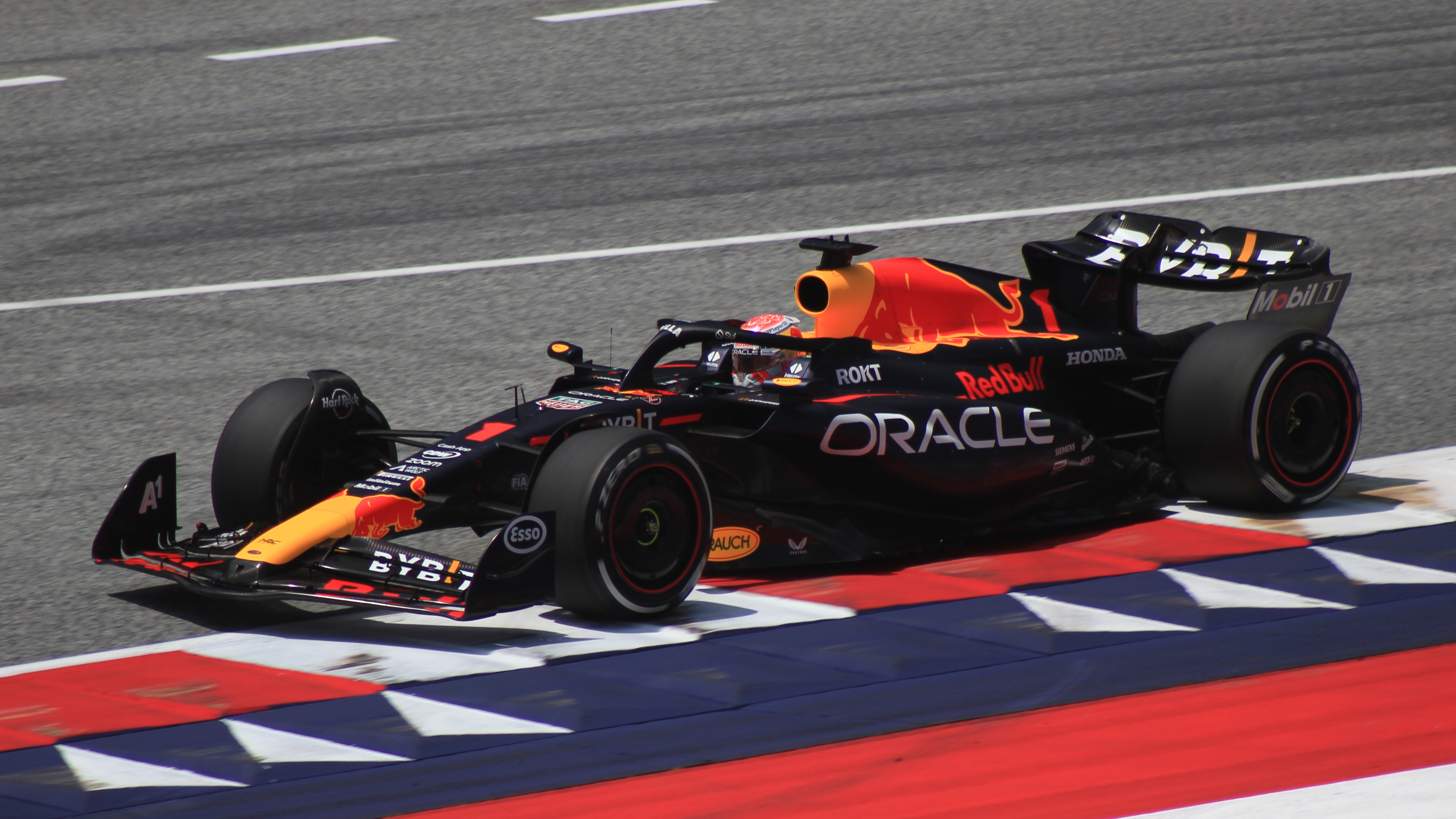
2023년 오스트리아 그랑프리에서 RB19를 주행 중인 막스 페르스타펀

레드불 레이싱 RB19(Red Bull Racing RB19)는 2023년 포뮬러 원 시즌에 출전한 레드불 레이싱이 설계하고 제조한 포뮬러 원 차량이다. 2023년 2월 3일 뉴욕시에서 공개되었다. 막스 페르스타펀과 세르히오 페레즈가 주행하였다. 레드불 레이싱과 스쿠데리아 알파타우리의 엔진 공급사로 혼다가 복귀하면서 혼다 RBPT 엔진을 사용하게 되었다. 포뮬러 원 챔피언십 역사상 가장 압도적인 성적을 낸 차량으로, 총 22개 경주 중 21개에서 우승함으로써 맥라렌 MP4/4가 1988년 시즌에서 16개 경주 중 15개 경주에서 우승한 기록을 뛰어넘었다. 전체 시즌 랩에서 선두로 달린 랩의 비중은 MP4/4의 97.3% (1,031랩 중 1,003랩)에 이어 2위인 86.7%(1,325랩 중 1,149랩)를 기록했다.